# Ben Shungu
Ben Shungu (nacido en South Burlington (Vermont); 4 de octubre de 1997) es un baloncestista estadounidense que pertenece a la plantilla del segundo equipo del Fenerbahçe Basketbol de la TBL turca. Con 1,88 metros de estatura, juega en la posición de escolta.

## Trayectoria deportiva
Es un jugador formado en el Rice Memorial High School de su ciudad natal, antes de ingresar en 2017 en la Universidad de Vermont, institución académica ubicada en Burlington, Vermont, donde jugó cinco temporadas la NCAA con los Vermont Catamounts, desde 2017 a 2022.
Tras no ser drafteado en 2022, el 1 de julio de 2022, firma un contrato por una temporada para debutar como profesional en las filas del MHP Riesen Ludwigsburg de la Basketball Bundesliga.